# Месть за раскол страны
«Месть за раскол страны» (укр. Помста за розкол країни) — всеукраинская гражданская кампания, направленная на недопущение принятия законопроекта «Об основах государственной языковой политики» № 9073 и на нивелирование последствий принятого закона «Об основах государственной языковой политики» № 5029-VI.

## Подробности
Заключалась в снижении рейтингов народных депутатов и политических партий, которые голосовали за законопроект в Верховной раде Украины, а также в понижении рейтингов и имиджа других лиц, которые своими действиями способствовали принятию законопроекта. Кампания проходила в рамках длительной кампании «Займитесь делом, а не языком!». После принятия законопроекта и вступления в силу кампания длилась с целью недопущения дальнейшего участия этих политических сил и лиц в политической жизни Украины и/или скорейшему прекращению этого участия.